# Sport Club Americano
Lo Sport Club Americano, noto anche semplicemente come Americano, era una società calcistica brasiliana con sede nella città di Santos, nello stato di San Paolo.

## Storia
Il club è stato fondato il 21 maggio 1903. Dal 1911 al 1916, l'Americano non ha perso una sola partita, ha giocato 23 partite, vincendone 15 e pareggiandone 8. Ha vinto il Campionato Paulista nel 1912 e nel 1913. Dopo aver partecipato al Campionato Paulista l'ultima volta nel 1916, il club decise di interrompere le attività.

## Palmarès

### Competizioni statali
- * Campionato paulista: 2

1912, 1913

### Altri piazzamenti
- Campionato paulista:

Secondo posto: 1910, 1911
Terzo posto: 1907, 1908, 1909